# Ordine nazionale al merito (Malta)
L'Ordine nazionale al merito è un ordine cavalleresco maltese.

## Storia
L'ordine è stato fondato nel 1990 dal presidente Ċensu Tabone.

## Classi
L'ordine è suddiviso nelle seguenti classi di benemerenza che danno diritto a dei post nominali qui indicati tra parentesi:
Divisione nazionale:
- Compagno d'onore (Kumpann tal-Unur, K.U.O.M.)
- Compagno (Kumpann, K.O.M.)
- Ufficiale (Uffiċjal, U.O.M.)
- Membro (Membru, M.O.M.)

Divisione onoraria:
- Compagno d'Onore Onorario con Collare (K.U.O.M.), dal 7 dicembre 1994
- Compagno d'Onore Onorario (K.U.O.M.)
- Compagno Onorario con Stella (K.O.M.), dal 14 novembre 1995
- Compagno Onorario (K.O.M.)
- Ufficiale Onorario (U.O.M.)
- Membro Onorario (M.O.M.)

## Insegne
- L'insegna è una Croce di Malta smaltata di bianco, con al centro lo stemma di Malta e la sua corona murale, circondato da una corona di alloro smaltata di verde.
- La stella è come l'insegna ma il tutto poggia su una stella d'argento a otto punte.
- Il nastro è blu con una fascia rossa al centro.